# 1564
Відродження •  Реформація •  Доба великих географічних відкриттів •  Ганза

## Геополітична ситуація
Османську державу очолює Сулейман I Пишний (до 1566). Імператором Священної Римської імперії є Максиміліан II Габсбург (до 1572). У Франції королює Карл IX Валуа (до 1576).
Італія за винятком Папської області та Венеціанської республіки належить Священній Римській імперії.
Королем Іспанії та правителем Нижніх земель є Філіп II Розсудливий (до 1598). В Португалії королює Себастьян I Бажаний (до 1578). Королевою Англії є Єлизавета I (до 1603). Королем Данії та Норвегії — Фредерік II (до 1588). Королем Швеції — Ерік XIV (до 1569). Королем Угорщини та Богемії є імператор Максиміліан II Габсбург (до 1572). Королем Польщі та Великим князем литовським є Сигізмунд II Август (до 1572). Московське князівство очолює Іван IV (до 1575).
Галичина входить до складу Польщі. Волинь та Придніпров'я належить Великому князівству Литовському.
На заході євразійських степів існують Кримське ханство, Ногайська орда. Єгиптом володіють турки. Шахом Ірану є сефевід Тахмасп I.
У Китаї править династія Мін. Значними державами Індостану є Імперія Великих Моголів, Біджапурський султанат, Віджаянагара. В Японії триває період Муроматі.
Триває підкорення Америки європейцями. На завойованих землях ацтеків існує віцекоролівство Нова Іспанія, на колишніх землях інків — Нова Кастилія.

## Події

### В Україні
- Перша писемна згадка про село Красівку (нині Тернопільського району Тернопільської області)
- Перша писемна згадка про село Росохуватець (нині Підволочиського району Тернопільської області)
- Перша письмова згадка про Радивилів, Моквин (Березнівський район), Устя (Корецький район).
- 5 травня у Львові страчено господаря Стефана VII Томшу

### У світі
- Лівонська війна:

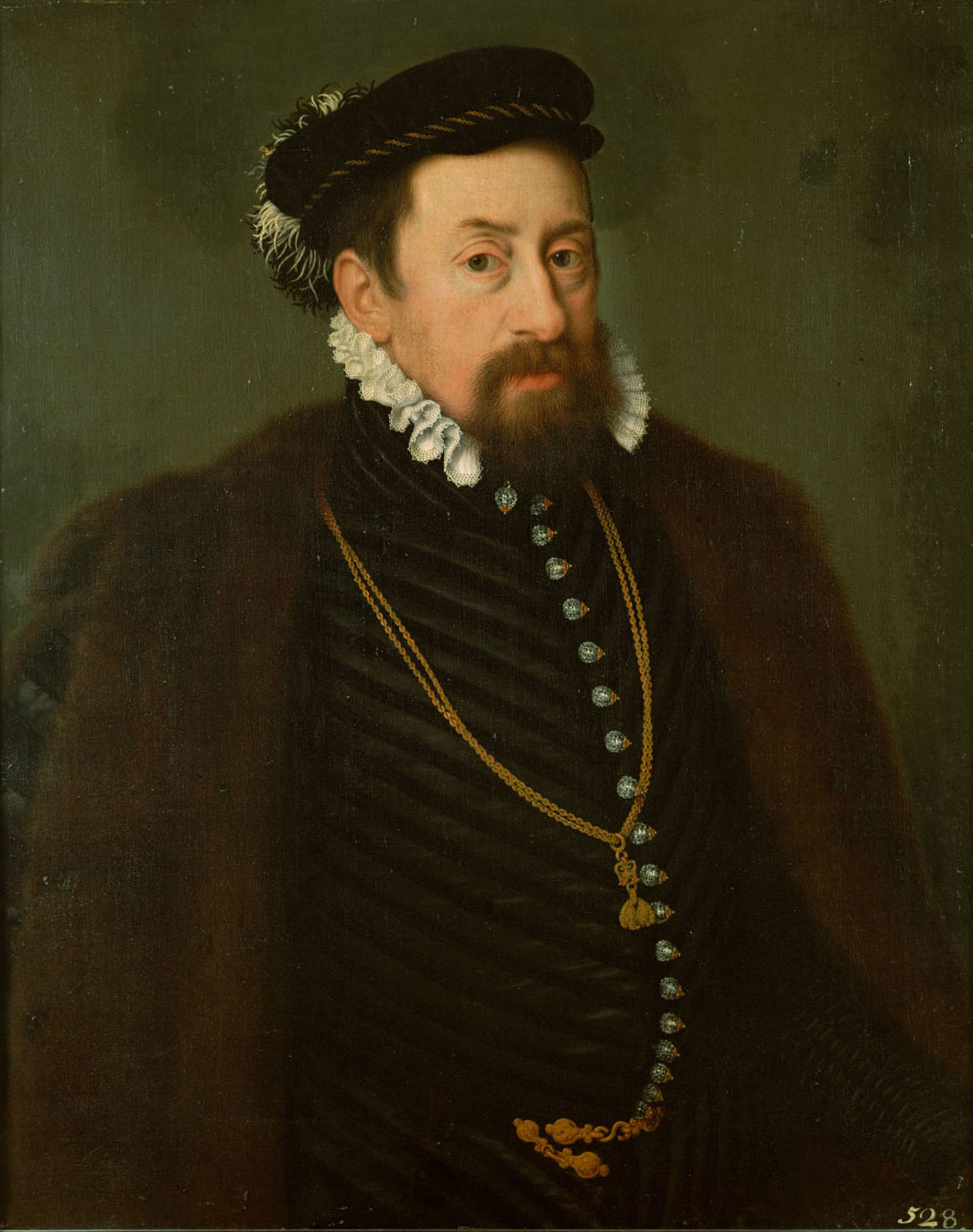
Кайзер Максиміліан II Габсбург.

  - 26 січня литовці розбили московитів у битві на Улі.
  - Князь Андрій Курбський перейшов від московитів на бік Литви.
- 3 грудня московський цар Іван IV Грозний «відрікся» від трону й переїхав до Олександрової Слободи.
- Максиміліан II Габсбург став імператором Священної Римської імперії після смерті батька Фердинанда I. Інші сини покійного імператора отримали: Фердинанд II — Тіроль та Верхню Австрію, Карл II — Штирію, Каринтію та Крайну.
- Кардинала Гранвеллу відкликали з Нідерландів до Італії.
- Утворено Конгрегацію в справах духовенства.
- Філіпо Нері організував при Сан-Джованні-дей-Фіорентіні громаду ораторіанців.
- У Японії без визначення переможця завершилася п'ята битва при Каванакадзімі між силами Такеди Сінґена та Уесуґі Кенсіна.
- Мігель Лопес де Легаспі виплив із Мексики в напрямку Філіппін.

## Народились
Докладніше: Народилися 1564 року
- 6 лютого — Крістофер Марлоу, англійський поет, драматург
- 15 лютого — Галілео Галілей, італійський фізик, механік, астроном
- 23 квітня — народився найвідоміший англійський поет епохи Відродження Вільям Шекспір

## Померли
Докладніше: Померли 1564 року
- 18 лютого — У Римі на 89-у році життя помер італійський скульптор, живописець, архітектор і поет Мікеланджело Буонарроті.
- 27 травня — На 55-у році життя помер Жан Кальвін, французький церковний протестантський реформатор.